# Apatura deschangei
Apatura deschangei är en fjärilsart som beskrevs av Cabeau 1910. Apatura deschangei ingår i släktet Apatura och familjen praktfjärilar. Inga underarter finns listade i Catalogue of Life.